# Molly Ringwald
Molly Kathleen Ringwald (Roseville, 18 febbraio 1968) è un'attrice statunitense, principalmente attiva in campo cinematografico e televisivo.

## Biografia

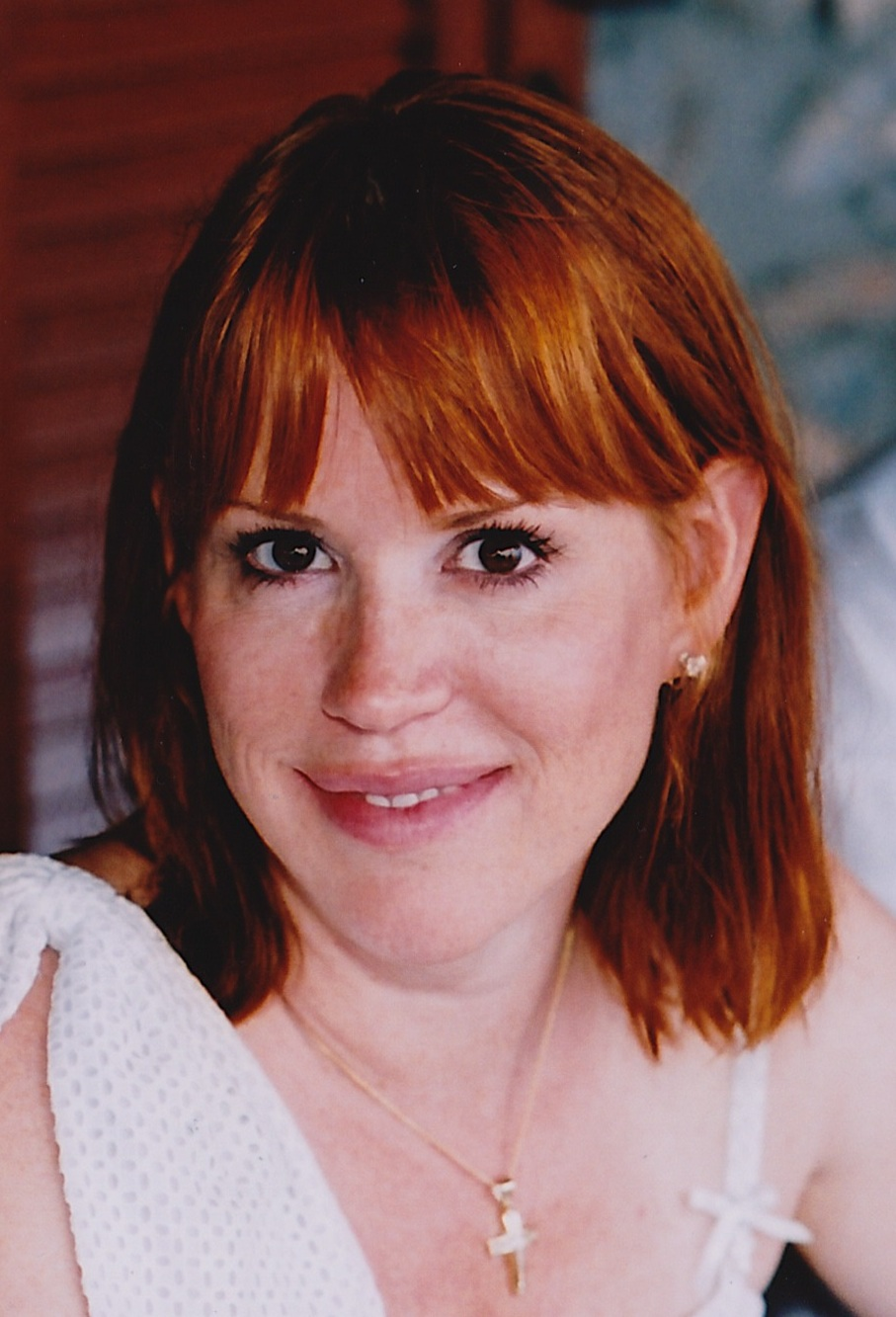
Molly Ringwald nel 2010

Figlia di un jazzista cieco, Robert Scott "Bob" Ringwald, e di una casalinga, Adele Edith Frembd, alla fine degli anni settanta ha fatto il suo esordio da attrice nella popolare serie televisiva L'albero delle mele. In seguito, lei e altri membri del cast originale sono stati licenziati quando la NBC decise di rielaborare la serie nella seconda stagione. L'attrice è divenuta comunque poi molto popolare nel decennio successivo in film incentrati sugli adolescenti e i loro problemi, e interpretati dagli attori del cosiddetto Brat Pack.
La Ringwald ha dichiarato di essere molto consapevole della sua immagine pubblica durante la sua adolescenza e che ha cercato di essere un buon modello per i suoi fan. Riguardo al film Per gioco e... per amore (For Keeps, 1988), la Ringwald ha dichiarato: "Non volevo dare il messaggio sbagliato agli adolescenti, mi sentivo in qualche modo responsabile, voglio dire, ero un'adolescente molto famosa e ho pensato che molti adolescenti mi stavano guardando ed emulavano me e davvero non volevo fare un film che dicesse in qualsiasi modo che avere un bambino a quell'età sarebbe stato facile."
Il 10 marzo 2010 è salita sul palco del Kodak Theatre di Los Angeles, alla cerimonia dei Premi Oscar 2010, assieme agli attori Anthony Michael Hall, Judd Nelson, Ally Sheedy, interpreti insieme a lei del film Breakfast Club, Matthew Broderick, Jon Cryer e Macaulay Culkin, per un tributo al regista John Hughes. Nel 2014 ha interpretato Madame Frechette nel film di Lifetime Wishin' and Hopin'. Ha svolto poi il ruolo di zia Bailey nel film Jem e le Holograms. Nel settembre dello stesso anno ha iniziato a curare una rubrica di consigli sul quotidiano The Guardian, rispondendo a domande su "amore, famiglia o vita in generale". Nel 2016 è stata scritturata nei panni di Amy nel film drammatico King Cobra. A Molly Ringwald è stato in seguito affidato il ruolo ricorrente di Mary Andrews nella serie televisiva Riverdale, trasmessa dall'emittente The CW.

## Vita privata
Si è sposata con lo scrittore francese Valéry Lameignère a Bordeaux, in Francia, il 28 luglio 1999. I due hanno divorziato nel 2002. Nel 2007 l'attrice ha sposato lo scrittore ed editore di libri greco-americano Panio Gianopoulos. La coppia, che risiede a Hastings-on-Hudson, New York, ha una figlia, Mathilda (nata nel 2003) e i gemelli Adele e Roman (nati nel 2009).

## Filmografia

### Attrice

#### Cinema
- La tempesta (Tempest), regia di Paul Mazursky (1982)
- Il cacciatore dello spazio (Spacehunter: Adventures in the Forbidden Zone), regia di Lamont Johnson (1983)
- Sixteen Candles - Un compleanno da ricordare (Sixteen Candles), regia di John Hughes (1984)
- Breakfast Club, regia di John Hughes (1985)
- Bella in rosa (Pretty in Pink), regia di Howard Deutch (1986)
- P.K. and the Kid, regia di Lou Lombardo (1987)
- King Lear, regia di Jean-Luc Godard (1987)
- Ehi... ci stai? (The Pick-up Artist), regia di James Toback (1987)
- Per gioco e... per amore (For Keeps?), regia di John G. Avildsen (1988)
- Pazzie di gioventù (Fresh Horses), regia di David Anspaugh (1988)
- Strike It Rich, regia di James Scott (1990)
- Il matrimonio di Betsy (Betsy's Wedding), regia di Alan Alda (1990)
- La musica del cuore (Face the Music), regia di Carol Wiseman (1993)
- Some Folks Call It a Sling Blade, regia di George Hickenlooper (1994) - cortometraggio
- Tutti i giorni è domenica (Tous les jours dimanche), regia di Jean-Charles Tacchella (1994)
- Baja - Dispositivo di sicurezza (Baja), regia di Kurt Voß (1995) - direct-to-video
- Ossessione fatale (Malicious), regia di Ian Corson (1995)
- Enfants de salaud, regia di Tonie Marshall (1996)
- Office Killer - L'impiegata modello (Office Killer), regia di Cindy Sherman (1997)
- Requiem per un omicidio (Requiem for Murder), regia di Douglas Jackson (1999)
- Killing Mrs. Tingle, regia di Kevin Williamson (1999)
- Kimberly, regia di Frederic Golchan (1999)
- Cut - Il tagliagole (Cut), regia di Kimble Rendall (2000)
- Conflitto fatale (The Giving Tree), regia di Cameron Thor (2000)
- In the Weeds, regia di Michael Rauch (2000)
- The Translator, regia di Leslie Anne Smith (2000) - cortometraggio
- Ring of Fire, regia di Xavier Koller (2001)
- Non è un'altra stupida commedia americana (Not Another Teen Movie), regia di Joel Gallen (2001)
- Wishin' and Hopin', regia di Colin Theys (2014)
- Bad Night, regia di Chris Riedell, Nick Riedell (2015)
- Jem e le Holograms (Jem & the Holograms), regia di Jon M. Chu (2015)
- King Cobra, regia di Justin Kelly (2016)
- SPF-18, regia di Alex Israel (2017)
- Siberia, regia di Matthew Ross (2018)
- The Kissing Booth, regia di Vince Marcello (2018)
- The Kissing Booth 2, regia di Vince Marcello (2020)
- The Kissing Booth 3, regia di Vince Marcello (2021)

#### Televisione
- Il mio amico Arnold (Diff'rent Strokes) - serie TV, 2 episodi (1979-1980)
- L'albero delle mele (The Facts of Life) - serie TV, 14 episodi (1979-1980)
- Packin' It In, regia di Jud Taylor - film TV (1983)
- Patto di amore e di morte (Surviving), regia di Waris Hussein - film TV (1985)
- Tall Tales & Legends - serie TV, episodio 1x05 (1986)
- Donne e uomini - Storie di seduzione (Women and Men: Stories of Seduction), regia di Frederic Raphael, Tony Richardson e Ken Russell - film TV (1990)
- Morire d'amore (Something to Live for: The Alison Gertz Story), regia di Tom McLoughlin - film TV (1992)
- L'ombra dello scorpione (The Stand), regia di Mick Garris - miniserie TV (1994)
- Ossessione fatale (Malicious), regia di Ian Corson - film TV (1995)
- Townies - serie TV, 15 episodi (1996)
- Remember WENN - serie TV, episodio 1x05 (1996)
- Da quando te ne sei andato (Since You've Been Gone), regia di David Schwimmer - film TV (1998)
- C'era due volte (Twice Upon a Time), regia di Thom Eberhardt - film TV (1998)
- Oltre i limiti (The Outer Limits) - serie TV, episodio 6x01 (2000)
- The $treet - serie TV, episodio 1x02 (2000)
- The Big Time, regia di Paris Barclay - film TV (2002)
- Medium - serie TV, episodio 2x20 (2006)
- Le mogli di Gabriel (The Wives He Forgot), regia di Mario Azzopardi - film TV (2006)
- Molly: An American Girl on the Home Front, regia di Joyce Chopra - film TV (2006)
- La vita segreta di una teenager americana (The Secret Life of the American Teenager) - serie TV, 96 episodi (2008-2013)
- Psych - serie TV, episodio 6x06 (2011)
- Raising Expectations - serie TV, 26 episodi (2016)
- Odd Mom Out - serie TV, episodi 2x09-2x10 (2016)
- Riverdale - serie TV, 25 episodi (2017-2021)
- Tales of the City – miniserie TV (2019)
- Dahmer - Mostro: la storia di Jeffrey Dahmer (Dahmer - Monster: The Jeffrey Dahmer Story) – miniserie TV (2022)

### Doppiatrice
- Titey, regia di David Wachtenheim - corto TV (1998)

## Discografia
Album in studio
- 1975 - Molly Sings: I Wanna Be Loved By You (con la Bob Ringwald's Fulton Street Jazz Band)
- 2013 - Except Sometimes

## Riconoscimenti
- Golden Globe
  - 1983 – Candidatura alla migliore attrice debuttante per La tempesta
- Nickelodeon Kids' Choice Awards
  - 1989 – Candidatura alla miglior attrice non protagonista per Per gioco...e per amore
- Young Artist Award
  - 1982 – Candidatura alla miglior attrice per La tempesta
  - 1985 – Miglior attrice giovane per Sixteen Candles – Un compleanno da ricordare

## Doppiatrici italiane
Nelle versioni in italiano delle opere in cui ha recitato, Molly Ringwald è stata doppiata da:
- Daniela Calò in The Kissing Booth, The Kissing Booth 2, The Kissing Booth 3
- Rossella Acerbo in Non è un'altra stupida commedia americana, L'ombra dello scorpione
- Chiara Colizzi in La vita segreta di una teenager americana, Jem e le Holograms, Feud
- Anna Cesareni ne Il matrimonio di Betsy
- Laura Latini in Sixteen Candles - Un compleanno da ricordare
- Fiamma Izzo in Breakfast Club
- Loredana Nicosia in Bella in rosa
- Roberta Paladini in Office Killer - L'impiegata modello
- Laura Boccanera in Ehi...ci stai?
- Cinzia De Carolis in Requiem per un omicidio
- Daniela Caroli ne L'albero delle mele
- Barbara Berengo Gardin in Morire d'amore
- Valeria Perilli in Psych
- Daniela Abbruzzese in Riverdale
- Mariadele Cinquegrani in Dahmer - Mostro: la storia di Jeffrey Dahmer